# Zonca-Santini
La Zonca era una squadra italiana di ciclismo su strada maschile attiva nel professionismo dal 1970 al 1979. Diretta dall'ex ciclista Ettore Milano, era sponsorizzata dall'azienda vogherese di lampadari Zonca.

## Storia
La squadra Zonca viene formata nel 1970 su impulso dell'omonima azienda di lampadari di Voghera guidata dai fratelli Maffeo, Luigi e Giorgio Zonca, e sotto la direzione tecnica di Ettore Milano, ex professionista già gregario di Fausto Coppi. Al primo anno l'organico è composto da dieci ciclisti. Nel 1971 arriva la prima vittoria di rilievo, in una tappa della Tirreno-Adriatico con Giuseppe Beghetto, e nel 1972 il primo invito al Giro d'Italia, gara cui la squadra parteciperà ininterrottamente fino al 1979; proprio nella "Corsa rosa" 1972 Wladimiro Panizza conclude al quinto posto finale.
Nel 1973 Gianni Motta dà alla squadra, sul traguardo di Iseo, la prima vittoria di tappa al Giro d'Italia; l'anno dopo in maglia Zonca Costantino Conti conclude quarto al Giro, con un distacco di soli 2'14" dal vincitore Eddy Merckx, e vince la Tre Valli Varesine. Nel 1975 Zonca si associa all'azienda di abbigliamento empolese Confezioni Santini e la denominazione del team diventa Zonca-Santini: in stagione lo svizzero Roland Salm vince il Giro del Veneto e chiude al tredicesimo posto il Giro.
Nel 1976 viene messo sotto contratto l'esperto Franco Bitossi, che durante l'anno conquista il Trofeo Laigueglia, il Giro del Friuli e la Coppa Bernocchi, valida come campionato italiano; è in evidenza anche Piero Spinelli, vincitore della Coppa Sabatini. L'anno dopo Bruno Wolfer vince una tappa al Tour de Suisse, e Ueli Sutter conclude quarto nella corsa; lo stesso Sutter nel 1978 dà a Zonca il successo nella classifica dei GPM al Giro d'Italia, in una corsa che vede la sua squadra aggiudicarsi due tappe, rispettivamente sul Monte Trebbio e all'arrivo finale di Milano, con Giancarlo Bellini e Pierino Gavazzi. Nella stessa stagione Gavazzi conquista anche il titolo nazionale a Odolo (davanti a Francesco Moser e Giuseppe Saronni) e la Milano-Torino.
Il 1979 è l'ultimo anno di attività su strada: Gavazzi vince il Trofeo Laigueglia e il Giro di Campania, mentre Wolfer si aggiudica la frazione di Chieti al Giro d'Italia e Leonardo Mazzantini fa sua la Coppa Sabatini. La squadra tornerà parzialmente attiva, benché unicamente su pista, dal 1981 al 1983, con il nome di Zonca-Club Amici della Pista: vestiranno la maglia Zonca anche l'inseguitore Octavio Dazzan e il mezzofondista Bruno Vicino.

## Cronistoria

### Annuario
| Anno | Codice | Nome                        | Cat. | Biciclette | Dirigenza                    |
| ---- | ------ | --------------------------- | ---- | ---------- | ---------------------------- |
| 1970 | -      | Zonca                       | Pro  |            | Dir. sportivi: Ettore Milano |
| 1971 | -      | Zonca                       | Pro  |            | Dir. sportivi: Ettore Milano |
| 1972 | -      | Zonca                       | Pro  |            | Dir. sportivi: Ettore Milano |
| 1973 | -      | Zonca                       | Pro  |            | Dir. sportivi: Ettore Milano |
| 1974 | -      | Zonca                       | Pro  |            | Dir. sportivi: Ettore Milano |
| 1975 | -      | Zonca-Santini               | Pro  |            | Dir. sportivi: Ettore Milano |
| 1976 | -      | Zonca-Santini               | Pro  | Colnago    | Dir. sportivi: Ettore Milano |
| 1977 | -      | Zonca-Santini               | Pro  | Olmo       | Dir. sportivi: Ettore Milano |
| 1978 | -      | Zonca-Santini-Chicago Jeans | Pro  | Olmo       | Dir. sportivi: Ettore Milano |
| 1979 | -      | Zonca-Santini               | Pro  | Olmo       | Dir. sportivi: Ettore Milano |

## Palmarès

### Grandi Giri
- Giro d'Italia

Partecipazioni: 8 (1972, 1973, 1974, 1975, 1976, 1977, 1978, 1979)
Vittorie di tappa: 4
1973: 1 (Gianni Motta)
1978: 2 (Giancarlo Bellini, Pierino Gavazzi)
1979: 1 (Bruno Wolfer)
Vittorie finali: 0
Altre classifiche: 1
1978: Scalatori (Ueli Sutter)
- Tour de France

Partecipazioni: 0
- Vuelta a España

Partecipazioni: 0